# Processi di Stutthof
I processi di Stutthof sono una serie di sei distinti procedimenti giudiziari condotti dalle autorità della Polonia al termine della seconda guerra mondiale, al fine di perseguire i crimini compiuti dai membri del servizio di sorveglianza nel campo di concentramento di Stutthof, oggi Sztutowo, a circa 34 km da Danzica.
Le accuse riguardavano principalmente crimini contro l'umanità perpetrati mediante fucilazioni di massa, uccisioni di massa in camere a gas, uccisioni mediante iniezioni di fenolo, riduzione alla fame, maltrattamenti ed abusi ai prigionieri. Si stima che il numero probabile delle vittime di tali crimini si aggiri attorno alle 85.000 vite umane, solo durante l'occupazione nazista della Polonia. Peraltro, nel corso dei processi di Stutthof non venne giudicato nessuno tra i vari comandanti che si erano avvicendati nel campo di concentramento, ma soltanto figure minori (generalmente kapò, aufseherin o sottufficiali delle SS, e solo pochissimi ufficiali). Ad esempio il SS-Sturmbannführer Max Pauly, già comandante del campo dal 1939 al 1942, venne giudicato e condannato a morte in Germania, ma non per i crimini commessi a Stutthof, bensì in qualità di comandante del campo di concentramento di Neuengamme, ad Amburgo.
Il SS-Sturmbannführer Paul-Werner Hoppe, che comandò il campo dal 1942 al 1945, fuggendo in Svizzera evitò l'estradizione in Polonia (che avrebbe significato una condanna a morte sicura); dopo essere stato processato nella neonata Germania Federale, ebbe modo di scontare 9 anni di carcere, una pena piuttosto lieve se confrontata con quella di altri comandanti di lager, e con riguardo ai crimini commessi (in particolare le marce della morte del gennaio 1945).
In considerazione di queste circostanze e soprattutto in relazione alle modalità di esecuzione delle prime sentenze, i processi di Stutthof appaiono oggi più una mera manifestazione propagandistica che un concreto esercizio di amministrazione della giustizia.
Il primo dei processi di Stutthof, che fu anche il primo processo in Polonia in cui un tribunale fu chiamato a giudicare su crimini di guerra e contro l'umanità, si celebrò a Danzica dal 25 aprile al 31 maggio 1946; i tre successivi (dal 8 al 31 ottobre 1947; dal 5 al 10 novembre 1947; dal 19 al 29 novembre 1947) ebbero luogo nello stesso tribunale. Il quinto processo invece si tenne presso il tribunale di Toruń nel 1949; il sesto ed ultimo dei processi di Stutthof ebbe luogo nuovamente a Danzica nel 1953. In totale, delle circa 2.000 persone che operarono nel campo di Sutthof solo 72 tra uomini e donne delle SS vennero condotti davanti ad un tribunale.

## Il primo processo di Stutthof

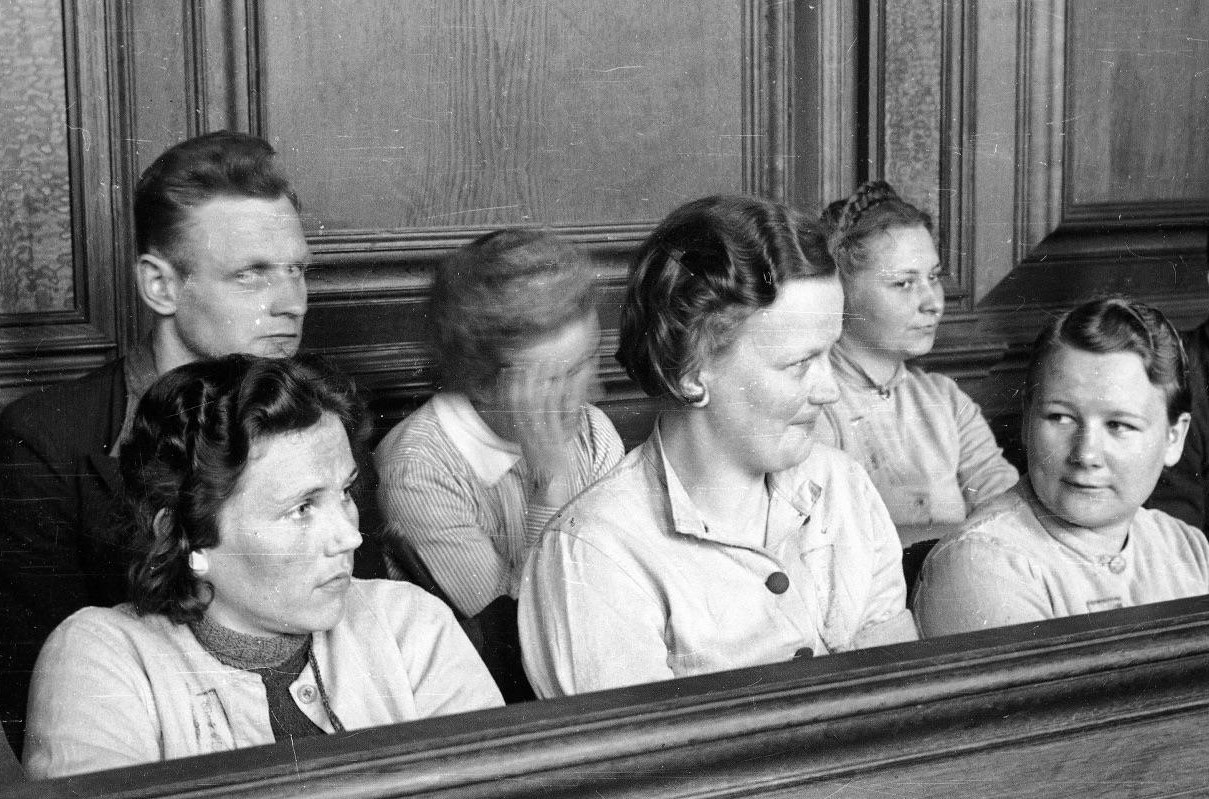
Un momento del processo. Sul banco degli accusati, in prima fila da sinistra: Elisabeth Becker, Gerda Steinhoff, Wanda Klaff. In seconda fila, da sinistra: Erna Beilhardt (col viso coperto), Jenny-Wanda Barkmann

Il primo processo per crimini di guerra si tenne a Danzica, tra il 25 aprile ed il 31 maggio 1946, presieduto da un Specjalnym Sądem Karnym, un organismo misto sovietico e polacco. In tale occasione vennero giudicati 15 ex dipendenti (perlopiù kapò ed aufseherin) del campo di Stutthof e del sottocampo femminile di Bydgoszcz (Bromberg). Tra di essi l'unico a rivestire un ruolo di comando, seppur minore, era il SS-Oberscharführer Johann Pauls, comandante dei guardiani, il cui grado, nella gerarchia dell'organizzazione paramilitare delle SS, corrispondeva a quello attuale di maresciallo. In origine gli accusati sarebbero dovuti essere 16, ma uno di essi, il kapò Marian Zielkowski, morì di infarto in prigione il 25 agosto 1945, prima dell'inizio del processo.
Durante la fase istruttoria e nel corso del processo venne ampiamente enfatizzato il fatto che nel banco degli accusati fossero presenti anche alcune aufseherin, appartenenti al personale femminile del campo, anch'esse accusate, al pari dei loro colleghi maschili, di crimini contro l'umanità.
Riguardo alle imputate, venne rimarcato come queste avessero preso poco sul serio il processo: tra l'altro, venne riportato come durante le pause del processo le imputate ridacchiassero e scherzassero tra loro, mentre a Jenny Wanda Barkmann, forse considerata dai commentatori dell'epoca la più affascinante del gruppo, vennero attribuiti pittoreschi appellativi, come "iI bellissimo spettro"; inoltre venne evidenziato il suo atteggiamento di ostentata noncuranza (durante le deposizioni dei testimoni si pettinava e talvolta fu sorpresa a civettare con i suoi guardiani).

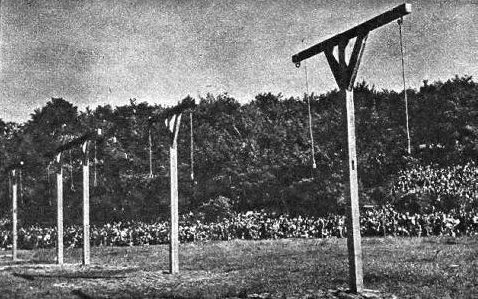
Le forche, pronte per l'esecuzione pubblica dei condannati.

Nell'economia del processo, è probabile che una così nutrita presenza di giovani donne imputate fosse intesa a concentrare l'interesse mediatico sull'evento, in un periodo in cui l'attenzione era calamitata dal primo dei processi di Norimberga, iniziato il 20 novembre 1945 ed in pieno svolgimento. Anche se tutti gli imputati, assistiti da un difensore, si dichiararono innocenti rispetto alle accuse che venivano loro mosse, dei quindici accusati solo due vennero assolti, mentre gli altri tredici vennero giudicati colpevoli dalla corte; di questi, undici furono condannati a morte, mentre i restanti due a pene detentive.

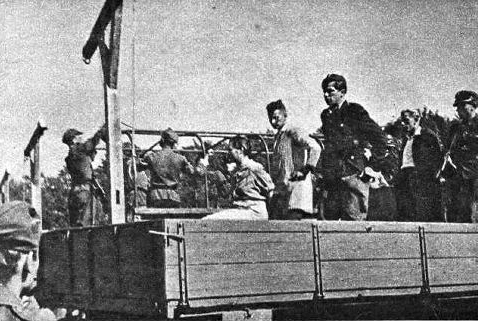
Jenny-Wanda Barkmann attende l'inizio delle esecuzioni. Il suo boia veste la divisa degli internati del campo.

Tutti i condannati si appellarono alla sentenza, inoltrando richieste di grazia al presidente del consiglio nazionale di stato, Bolesław Bierut, il quale però le respinse tutte (essendo un uomo politico molto vicino al regime sovietico, è altamente probabile che, in questo contesto, le sue decisioni rispecchiassero la volontà di Mosca).

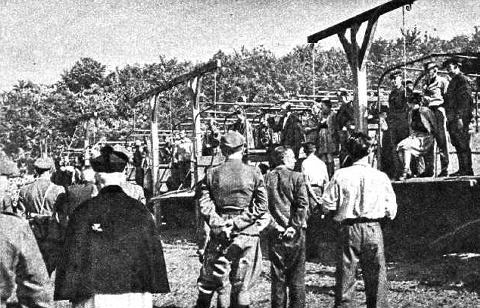
I momenti che precedono l'inizio delle esecuzioni. Da sinistra Elisabeth Becker, Wanda Klaff, Gerda Steinhoff, Johann Pauls.

In particolare, il caso di Elisabeth Becker fu indicativo. Impiegata per un breve periodo come cuoca e Aufseherin nel campo di concentramento, alla fine della guerra tornò semplicemente a casa sua a Danzica, senza nemmeno tentare di nascondersi, dal momento che non riteneva di avere commesso alcun crimine. Condannata ugualmente a morte, la stessa corte raccomandò tuttavia una riforma della sentenza, suggerendo una pena detentiva, in considerazione del fatto che non era stata giudicata colpevole di fatti gravi come quelli di cui si erano rese responsabili le sue colleghe. Nonostante tutto, anche nel suo caso l'appello fu respinto e la Becker fu mandata al patibolo con gli altri.
Naturalmente la stampa indugiò sul fatto che, mentre tutti i condannati caddero nella disperazione nell'udire le rispettive sentenze, Jenny Wanda Barkmann rimase serena ed imperturbabile, tant'è che le venne attribuita la frase: «La vita è davvero un piacere, ed i piaceri di solito sono brevi».

### Le esecuzioni pubbliche

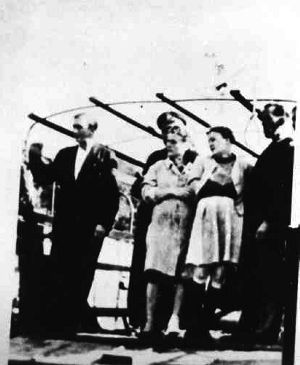
Wanda Klaff pochi secondi prima dell'esecuzione. Il suo boia è una donna, vestita con abiti da prigioniera del campo di Stutthof.

Le sentenze di morte relative al primo processo vennero eseguite il 4 luglio 1946, attorno alle 17, mediante impiccagione, in una sorta di esibizione pubblica nella località di Stolzemberg (54.3472896N 18.6351514E), nei pressi di Danzica (spesso tuttavia viene erroneamente riportato come luogo delle esecuzioni il rilievo di Biskupia Górka, in tedesco Bischofsberg).
Quando le sentenze divennero definitive, fu deciso di eseguire le condanne mediante l'allestimento di una appariscente ed elaborata scenografia, che prevedeva l'installazione di undici patiboli, costituiti da travi. Di questi, quattro erano forche doppie (a forma di "T"), mentre uno, al centro, era costituito da una forca tripla (a forma di doppia "T").
Le modalità bizzarre e spettacolari, con risvolti quasi circensi, con cui vennero condotte le esecuzioni possono destare perplessità se valutate con occhio attuale; tuttavia va considerato anche che simili dimostrazioni si sono verificate piuttosto frequentemente nei paesi occupati.
La dinamica delle esecuzioni prevedeva che un convoglio di undici camion militari sarebbe partito dal carcere di Kurkowa (54°21'10"N 18°38'25"E), portando un condannato, ognuno sul pianale scoperto, e la relativa scorta fin sotto alla rispettiva forca. Una volta in posizione, ogni condannato, con le mani legate dietro alla schiena e le caviglie legate tra loro, sarebbe stato fatto salire da un boia sopra una sedia. A questo punto il camion si sarebbe lentamente messo in movimento, facendo così perdere al condannato l'equilibrio sul punto d'appoggio.
Il metodo prescelto, ossia la caduta breve, prevedeva che una corda molto corta, terminante in un cappio, fosse passata dietro alla nuca; dopodiché i piedi del condannato venivano privati, senza strattoni, del punto di appoggio su cui gravavano, così da non fare effettuare al corpo un salto a peso morto verso il basso, ma facendolo trovare improvvisamente sospeso nel vuoto. Il peso del corpo, gravando solo sul cappio, faceva stringere quest'ultimo progressivamente attorno al collo, determinando l'occlusione delle vie respiratorie e la compressione delle arterie. In questo modo, la morte non sopraggiungeva, come nella normale impiccagione, in modo quasi istantaneo con la frattura delle vertebre cervicali, bensì per una lenta asfissia, con un'agonia che poteva durare dai 12 fino ai 20 minuti.

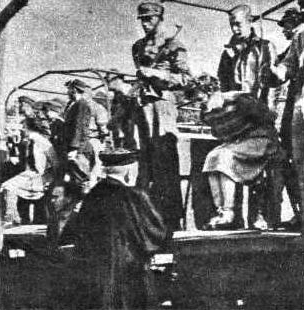
Ewa Paradies ed un sacerdote.

Sotto alle forche, i condannati vennero disposti nel seguente ordine: Jenny Wanda Barkmann, Ewa Paradies, Elisabeth Becker, Wanda Klaff, Gerda Steinhoff, Johann Pauls, cinque kapò. Le esecuzioni iniziarono da Jenny Wanda Barkmann e proseguirono rispettando l'ordine delle posizioni sopra indicate, con un intervallo di circa 20 minuti tra l'una e l'altra. In tal modo non solo lo "spettacolo" venne prolungato ad uso della folla, ma anche le successive vittime ebbero modo di seguire l'agonia di chi le precedeva, in modo da aumentare nei condannati l'angoscia per la fine imminente.

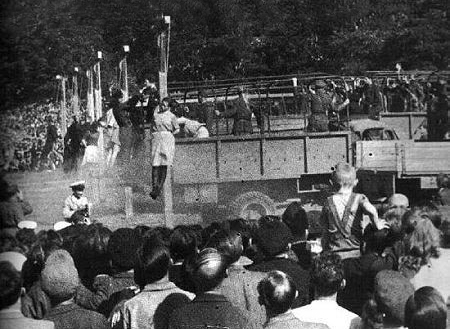
L'esecuzione di Jenny-Wanda Barkmann, mentre dietro di lei viene preparata Ewa Paradies. In primo piano, un bambino segue la scena sulle spalle di un adulto.

Tutti i condannati vennero fatti salire su sedie, tranne alcuni, che vennero impiccati stando in piedi sul pianale del camion (probabilmente per un errore nella misura della corda, che risultò troppo lunga per garantire la caduta breve).
Per rendere più scenografico l'allestimento, i boia (tutti uomini tranne una donna, assegnata a Wanda Klaff) vennero abbigliati con l'uniforme a strisce (c.d. pasiaki) che indossavano i prigionieri del lager, in una sorta di contrappasso che probabilmente avrebbe voluto conferire una carica simbolica all'evento, ma che di fatto aggiunse solo un tocco grottesco ad una scena già di per sé piuttosto lugubre. I boia stessi vennero scelti tra ex prigionieri del campo di concentramento di Stutthof. In più, e contrariamente ad ogni prassi, i condannati non vennero incappucciati né bendati: probabilmente in tal modo si volle infliggere loro un'ulteriore umiliazione, facendo sì che le loro espressioni durante l'agonia fossero ben visibili alla folla; oppure si volle semplicemente aumentare il senso di disperazione dei condannati nel vedere la moltitudine di gente che assisteva festante alle esecuzioni.
È stato riferito da testimoni che diversi tra i condannati (almeno un uomo e due donne) si ribellarono poco prima del loro turno, ingaggiando anche lotte disperate con i boia ed i guardiani sul pianale dei camion. Altri testimoni riportarono che, mentre gli altri camion partirono senza problemi dalla loro posizione sotto alle forche, quello che portava Wanda Klaff manifestò problemi al motore ed al momento di effettuare l'impiccagione non si riuscì in nessun modo a farlo ripartire; dopo molti tentativi andati a vuoto di avviare il motore, la condannata venne impiccata semplicemente spingendola a mano fuori dal pianale, col cappio attorno al collo; in un altro caso, a causa di un cancro all'esofago in stadio avanzato, un condannato impiegò 20 minuti a soffocare. Quando l'ultimo condannato fu dichiarato morto, il servizio di sicurezza permise alla folla di avvicinarsi alle forche e la gente ne approfittò per strappare bottoni e frammenti di vestito dai cadaveri, come souvenir; a questo punto si scatenarono risse per accaparrarsi trofei e capi di vestiario.
La sequenza delle esecuzioni venne immortalata da diverse fotografie, la cui qualità e nitidezza fanno supporre che sul posto fossero presenti fotografi professionisti. È anche probabile che siano state girate riprese video con almeno una macchina da presa, dal momento che un filmato sull'esecuzione di alcune guardie del campo veniva proiettato in tempi recenti nel museo del campo di concentramento di Stutthof; tale video riprendeva scene del processo, come ad esempio il momento in cui Jenny-Wanda Barkmann si alza per ascoltare il verdetto, nonché momenti delle esecuzioni - con informazioni e foto sulla vicenda.. Un indizio dell'esistenza di tale filmato è dato da alcune delle immagini reperibili in rete, le quali appaiono presentare caratteristiche tipiche dei fotogrammi tratti da riprese video.
Alcune altre circostanze potrebbero essere indicative circa le finalità propagandistiche di cui venne caricato l'evento: non solo la data ed il luogo prestabiliti per le esecuzioni vennero resi noti dalla stampa locale con giorni di anticipo, ma addirittura ai lavoratori venne concesso un giorno libero per permettere loro di assistervi.

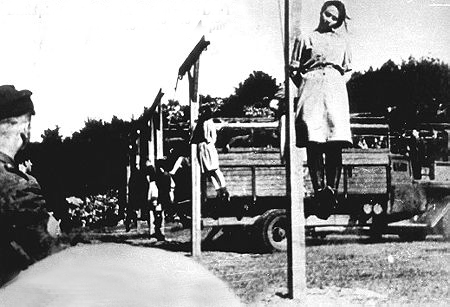
Jenny-Wanda Barkmann fu la prima ed essere giustiziata. Nella terza forca, Elisabeth Becker ondeggia nel vuoto, pochi secondi dopo la partenza del camion.

Nei giorni successivi alle esecuzioni, i giornali riportarono la presenza di una folla di parecchie decine di migliaia di persone, a seconda delle fonti fino a 50.000 e addirittura 200.000 persone, giunte sulla collina per assistere allo spettacolo, anche se è probabile che tali cifre siano molto esagerate. In ogni caso, il materiale fotografico raccolto durante le esecuzioni testimonia la presenza di un considerevole numero di persone di fronte alle forche, comprese scene che, all'osservatore odierno, potrebbero apparire oltremodo discutibili (adulti che fanno salire in spalla i bambini per permettere loro di assistere alle esecuzioni). In aggiunta, testimoni dell'epoca riportarono, con toni critici, che tutto l'evento aveva l'aspetto di una messinscena più simile ad un circo che ad una esecuzione di persone condannate per crimini contro l'umanità, con gente accampata in zona fin dal primo mattino e venditori di gelato che si aggiravano tutto intorno coi loro carretti.
È da notare tuttavia il fatto che, per le particolari modalità con cui vennero eseguite le sentenze, spettacolarizzate come anche la successiva esecuzione, avvenuta a Poznań il 21 luglio 1946, del gerarca nazista Arthur Greiser, le autorità polacche si sentirono in dovere di vietare, per il futuro, di eseguire le sentenze in pubblico. Tali considerazioni erano peraltro attinenti più a problematiche legate all'ordine pubblico che a valutazioni di carattere morale. In particolare venne riportato che, nonostante il poderoso dispositivo di sicurezza, la folla venne contenuta a fatica dal linciare i condannati prima che iniziassero le esecuzioni, tanto che fu ripetutamente necessario sparare colpi di fucile in aria; inoltre i condannati, trasportati dal carcere al luogo dell'esecuzione sul pianale scoperto dei camion, furono bersagliati da lanci di pietre e mattoni per tutto il tragitto. Allo stesso modo, il clero polacco manifestò forte riprovazione sia per il sistema di impiccagione adottato, che causava una morte lenta e tormentata, sia per la scelta di eseguire le condanne in pubblico, fatto quest'ultimo che trasformò le esecuzioni in una sorta di luna park, con tanto di chioschi dove venivano venduti cibi e gelati.
Sembrerebbe che una fotografia che ritrae l'esecuzione di una delle donne condannate sia apparsa nell'edizione della rivista Time nel mese di luglio o di agosto del 1946, accompagnata dalla didascalia "Ladies first!" ("prima le signore!"). Per quanto si sa, i corpi dei condannati vennero consegnati all'Istituto di medicina legale dell'Università di Danzica, per poter servire a fini didattici nelle lezioni di anatomia.
Il luogo delle esecuzioni, oggi piazza Pohulanka, è attualmente occupato da edifici residenziali ed uffici.

### Imputati nel primo processo
|    | Nome                 | Incarico           | Sentenza               |
| -- | -------------------- | ------------------ | ---------------------- |
| 1  | Johann Pauls         | SS Oberscharführer | condanna a morte       |
| 2  | Jenny-Wanda Barkmann | SS Aufseherin      | condanna a morte       |
| 3  | Elisabeth Becker     | SS Aufseherin      | condanna a morte       |
| 4  | Jan Breit            | Kapo               | condanna a morte       |
| 5  | Wanda Klaff          | SS Aufseherin      | condanna a morte       |
| 6  | Ewa Paradies         | SS Aufseherin      | condanna a morte       |
| 7  | Gerda Steinhoff      | SS Oberaufseherin  | condanna a morte       |
| 8  | Erna Beilhardt       | SS-Aufseherin      | reclusione, 3 anni     |
| 9  | Tadeusz Kopczynski   | Kapo               | condanna a morte       |
| 10 | Waclaw Kozlowski     | Kapo               | condanna a morte       |
| 11 | Josef Reiter         | Kapo               | condanna a morte       |
| 12 | Fanciszek Szopinski  | Kapo               | condanna a morte       |
| 13 | Kazimierz Kowalski   | Kapo               | reclusione, 3 anni     |
| 14 | Jan Preiss           | Kapo               | non colpevole, assolto |
| 15 | Aleksy Duzdal        | Kapo               | non colpevole, assolto |

Nello stesso periodo (18 marzo - 13 maggio 1946) venne condannato a morte da una corte britannica in Germania il SS-Sturmbannführer Max Pauly, comandante prima del campo di Stutthof e poi del campo di Neuengamme. La sentenza venne eseguita per impiccagione l'8 ottobre 1946, per mano del boia Albert Pierrepoint.

## Il secondo processo di Stutthof

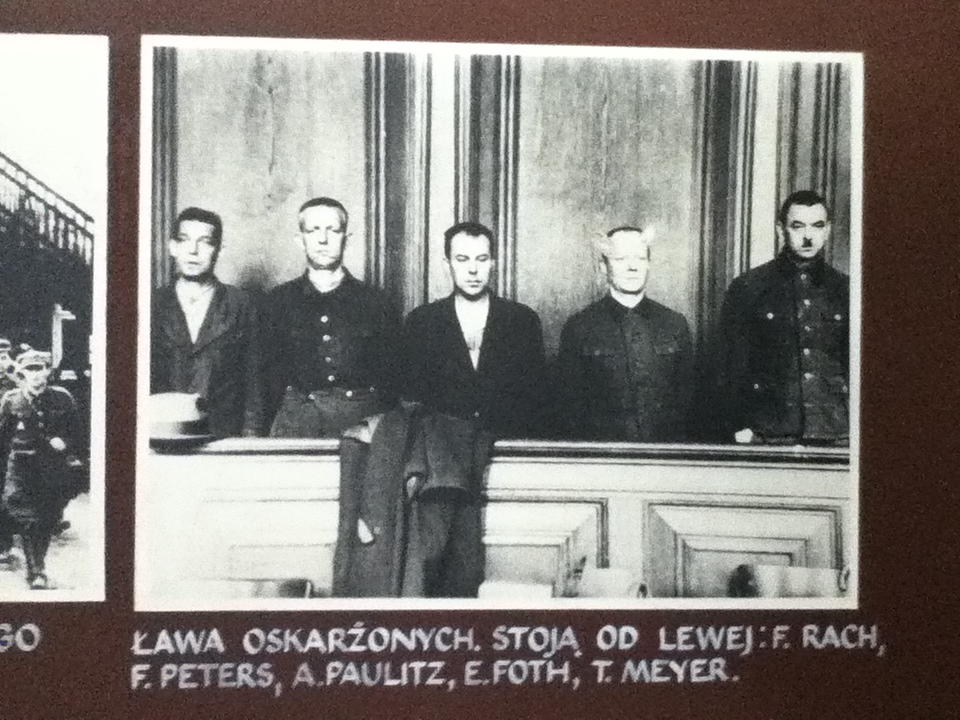
Albert Paulitz durante il secondo processo di Stutthof.

Il secondo processo si tenne tra l'8 ed il 31 ottobre 1947 a Danzica, presieduto da una speciale corte polacca. Davanti alla giuria sfilarono 24 imputati, tutti membri delle SS, tranne un kapo. A differenza del primo, in questo processo vennero giudicati non solo elementi di secondo piano nell'organizzazione del campo, ma anche individui che avevano ricoperto ruoli di comando. Tra di essi le figure preminenti furono:
- il SS-Hauptsturmführer Theodor Konrad Jakob Meyer, che rivestiva l'incarico di Schutzhaftlagerführer (sovrintendente al funzionamento del campo); svolse anche le funzioni di aiutante del comandante del campo di Stutthof;
- il SS-Oberscharführer Ewald Foth, capo del "settore ebraico" del campo, composto perlopiù da donne provenienti da Ungheria, Lettonia e Lituania; Foth venne descritto come uno dei più crudeli tra i membri delle SS di Stutthof: tra l'altro partecipava sovente alle esecuzioni ed alle punizioni inflitte ai prigionieri;
- il SS-Unterscharführer (Gestapo) Erich Thun, sovrintendente politico del campo.

Sulla base delle prove e delle testimonianze raccolte nel corso del processo, tutti gli accusati vennero dichiarati colpevoli. Dieci di essi furono condannati a morte (le sentenze vennero eseguite nel carcere di Danzica il 22 ottobre 1948), mentre ai restanti vennero comminate pene detentive.

### Imputati nel secondo processo
|    | Nome              | Incarico            | Sentenza            |
| -- | ----------------- | ------------------- | ------------------- |
| 1  | Kurt Dietrich     | SS Unterscharführer | condanna a morte    |
| 2  | Karl Eggert       | SS Rottenführer     | condanna a morte    |
| 3  | Theodor Meyer     | SS Hauptsturmführer | condanna a morte    |
| 4  | Ewald Foth        | SS Oberscharführer  | condanna a morte    |
| 5  | Albert Paulitz    | SS Oberscharführer  | condanna a morte    |
| 6  | Fritz Peters      | SS Unterscharführer | condanna a morte    |
| 7  | Hans Rach         | SS Oberscharführer  | condanna a morte    |
| 8  | Paul Wellnitz     | SS Rottenführer     | condanna a morte    |
| 9  | Karl Zurell       | SS Rottenführer     | condanna a morte    |
| 10 | Erich Thun        | SS Unterscharführer | reclusione, a vita  |
| 11 | Wilhelm Vogler    | SS Hauptsturmführer | reclusione, 15 anni |
| 12 | Eduard Zerlin     | SS Unterscharführer | reclusione, 12 anni |
| 13 | Oskar Gottchau    | SS Unterscharführer | reclusione, 10 anni |
| 14 | Adolf Grams       | SS Rottenführer     | reclusione, 10 anni |
| 15 | Emil Wenzel       | SS Unterscharführer | reclusione, 10 anni |
| 16 | Werner Wöllnitz   | SS Rottenführer     | reclusione, 10 anni |
| 17 | Johannes Görtz    | SS Unterscharführer | reclusione, 8 anni  |
| 18 | Karl Reger        | SS Scharführer      | reclusione, 8 anni  |
| 19 | Martin Stage      | SS Scharführer      | reclusione, 8 anni  |
| 20 | Adalbert Wolter   | SS Unterscharführer | reclusione, 8 anni  |
| 21 | Josef Wennhardt   | SS Scharführer      | reclusione, 10 anni |
| 22 | Hugo Ziehm        | SS Scharführer      | reclusione, 3 anni  |
| 23 | Walter Englert    | SS Scharführer      | reclusione, 3 anni  |
| 24 | Alfred Nikolaysen | Kapo                | condanna a morte    |

## Terzo processo di Stutthof
Il terzo processo, iniziato il 5 novembre 1947, durò solo sei giorni, sino al 10 novembre; fu nuovamente presieduto da una corte speciale polacca, davanti alla quale vennero chiamati a difendersi 20 ex membri delle SS in servizio nel campo; di questi, solo uno venne assolto, mentre gli altri 19 vennero tutti dichiarati colpevoli. In questo processo tuttavia nessuno degli accusati venne condannato alla pena di morte, ma solo a pene detentive variabili tra i 3 ed i 12 anni.

## Quarto processo di Stutthof
Anche il quarto processo venne presieduto da una corte speciale polacca e si tenne dal 19 al 29 novembre 1947. Davanti alla corte vennero chiamati a difendersi 27 ex appartenenti al personale del campo, tra i quali anche un kapo, il quale fu l'unico ad essere assolto. Tutti gli altri imputati vennero dichiarati colpevoli di crimini contro l'umanità: uno (il SS-Hauptscharführer Willi Buth) fu condannato all'ergastolo, mentre agli altri vennero comminate pene detentive variabili tra i 15 anni ed i 7 mesi di reclusione.

## Gli ultimi processi di Stutthof
In Polonia altri due processi videro imputati ex appartenenti al personale del campo di Stutthof. In uno, tenuto nel 1949 a Toruń, venne riconosciuto colpevole e condannato a 3 anni di reclusione Hans Jacobi, già comandante dei sottocampi che formavano il cosiddetto Baukommando Weichsel o OT Thorn (Organisation-Todt Thorn), nei quali le donne venivano impiegate per scavare fossati anticarro. Nel 1953 invece venne processato a Danzica il SS-Rottenführer Paul Bielawa, un guardiano del campo in forza alla 3ª compagnia dal 1941 al 1945, il quale venne giudicato colpevole e condannato ad una pena detentiva di 12 anni.

## Ulteriori sviluppi
Nel 1955, mentre era in custodia preventiva a seguito dell'avvio di un'indagine penale nei suoi confronti, il medico del campo Otto Heidl si suicidò in cella a Bochum.
Nel 1964 altri membri del personale di guardia al campo di Stutthof vennero indagati da una corte a Tubinga: il SS-Hauptscharführer Otto Haupt, responsabile del sottocampo Reviers (che era adibito ad ospedale), venne condannato alla pena di reclusione per 12 anni; il SS-Obersccharführer Bernhard Luedtke fu condannato a 8 anni di reclusione, mentre il SS-Unterscharführer Karl Otto Knott (infermiere) venne prosciolto dalle accuse.
Il 23 luglio 2020 l'ex SS Bruno Dey è stato condannato a due anni di reclusione (pena poi sospesa avendo Dey 93 anni) per complicità nell'omicidio di 5.232 persone a Stutthof. Dey aveva 17 anni quando, fra il 1944 e il 1945, prestò servizio di guardia nel campo ed è stato giudicato da un tribunale minorile di Amburgo.